# Violina
Violina je gudački instrument s četiri žice, i od svih gudačkih instrumenata proizvodi najviše tonove i najmanjih je dimenzija. Riječ violina posredstvom romanskih jezika dolazi iz srednjovjekovne latinske riječi vitula što označava žičano glazbalo. Osoba koja svira violinu zove se violinist ili violinistica.

## Povijest violine
Violina je nastala u sjevernoj Italiji u ranom 16. stoljeću. Prvi graditelji violina vjerojatno su spojili elemente tri tada raširena glazbala: rebek koji je bio u uporabi od 10. stoljeća (nastao od arapskog glazbala zvanog rabab), renesansne gusle i lira da braccio.
Jedan od najranijih detaljnih opisa tog glazbala, uključujući i njegovo ugađanje je Jambe de Ferov Epitome musical, objavljen u Lyonu 1556. Do tada se violina već bila počela širiti Europom.
Najstariju dokumentiranu violinu s četiri žice nalik modernoj, izgradio je 1555. godine Andrea Amati. Druge violine koje se spominju ranije imale su samo tri žice. Postala je omiljeno glazbalo među uličnim sviračima i plemstvom, što pokazuje i činjenica da je francuski kralj Karlo IX 1560. godine od Amatija naručio 24 violine.  
Iz toga kompleta je i najstarija očuvana violina poznata kao "Karlo IX", proizvedena u Cremoni oko 1560. Violina "Mesija" ili "Le Messie" (poznata i kao "Salabue" koju je proizveo Antonio Stradivari 1716. nikada nije korištena i još uvijek je u neiskvarenom stanju. Danas se nalazi u muzeju Ashmolean u Oxfordu.
Najpoznatiji graditelji violina živjeli su između 16. i 18. stoljeća:
- Amati, talijanska obitelj graditelja violina: Andrea Amati (1500. – 1577.), Antonio Amati (1540. – 1607.), Hieronymus Amati I (1561. – 1630.), Nicolo Amati (1596. – 1684.), Hieronymus Amati II (1649. – 1740.)
- Guarneri, talijanska obitelj graditelja violina: Andrea Guarneri (1626. – 1698.), Pietro od Mantove (1655. – 1720.), Giuseppe Guarneri (Joseph filius Andreae) (1666. – 1739.), Pietro Guarneri (Mlečanin) (1695. – 1762.) i Giuseppe (del Gesu) (1698. – 1744.)
- Obitelj Stradivari, (1644. – 1737.) iz Cremone
- Gagliano, talijanska obitelj graditelja violina: Alessandro, Nicolo I i Ferdinand su najistaknutiji članovi
- Giovanni Battista Guadagnini iz Piacenze (1711. – 1786.)
- Jacob Stainer (1617. – 1683.) iz Absama u Tirolu

Poznati hrvatski graditelji violina su Ivan Hus, Franjo Šnajder, Slavko Domitrović i Rudolf Sloković.

## Građa i mehanika violine

### Žice
Violina ima 4 žice, koje se ugađaju po kvintama: G mali, D jedan, A jedan, E dva. Točan ton se dobiva zatezanjem ili opuštanjem žica pomoću ključeva, a čista kvinta između žica dobiva se zatezanjem ili opuštanjem "vijka" (ključa).

### Raspon tonova
Raspon tonova na violini je od G malog do nekoga tona na E žici, koja zavisi o duljini vrata (što je vrat duži, to je ton viši).

## Ugađanje
Violina, kao i ostala gudačka glazbala ugađa se prema tonu A (jedan). Na klaviru, ili pomoću glazbene vilice, dobiveni ton A se uspoređuje s tonom A na violini. Ako je ton nečist, žica se zateže ili otpušta sve dok ne zvuči jednako čisto kao prvobitni ton A dobiven klavirom ili glazbenom vilicom. Kasnije, kada je ton A ugođen, ugađaju se ostale žice prema čistoj kvinti.

## Gudalo
Sastoji se od štapa, struna (načinjenih od konjskih dlaka), žabice i vrha. Žabicom se najčešće svira kada želimo postići oštar ton, a u vrhu se svira kada želimo postići mekan ton. Na strune se nanosi kolofonij tj. neka vrsta smole radi ugodnijeg zvuka.

## Sviranje violine

### Lijeva ruka
Lijevom rukom sviramo tonove po žici. Za razliku od klavirista koji sviraju s pet prstiju, violinisti peti prst (palac) koriste za pridržavanje vrata violine. Ostalim prstima (1,2,3,4) sviraju tonove. Lijeva ruka mora biti u potpunosti opuštena kako bi s lakoćom mogli prelaziti u pozicije i preko žica.
- Vibrato je tehika sviranja, koja je jako raširena. Dobiva se tako da prstom lagano počnemo vibrirati, odnosno ljuljati prst ne mičući ga sa žice i time dobivajući vibrijajući zvuk tona. Koristi se pri ukrašavanju dužih tonova.

- Pizzicato lijevom rukom je veoma zahtjevna tehnika sviranja, s kojom se koristio Niccoló Paganini. Npr. 3. prstom, ton odsviramo gudalom, a onda tim trećim prstom trznemo po praznoj žici. Zvuk je neobičan, čaroban i virtuozan.Ako ton susti znaci da pritiskate puno gudalom.

### Desna ruka i boja zvuka
Desnom rukom se drži gudalo.

#### Pizzicato
Pizzicato je jedan od načina sviranja violine. U tom načinu koriste se prsti desne ruke te se okida žica na dijelu između kobilice i vrata violine. Postoji više vrsta pizzicata.

## Poznata djela
- Ludwig van Beethoven: Koncert za violinu i orkestar u D-duru op.61
- Johannes Brahms: Koncert za violinu i orkestar u D-duru op.77; Dupli koncert za violinu, violončelo i orkestar u a-molu
- Antonín Dvořák: Koncert za violinu i orkestar u a-molu op.53
- Édouard Lalo: Španjolska simfonija u d-molu op. 21
- Felix Mendelssohn: Koncert za violinu i orkestar u e-molu op.64
- Wolfgang Amadeus Mozart: 5 koncerata za violinu i orkestar
- Niccolò Paganini: Koncert za violinu i orkestar br.2 u h-molu "La Campanella" op.7 MS 48
- Sergej Prokofjev: Koncert za violinu i orkestar br. 1 u D-duru op. 19
- Robert Schumann: Koncert za violinu i orkestar u d-molu WoO 23
- Petar Iljič Čajkovski: Koncert za violinu i orkestar u D-duru op.35
- Antonio Vivaldi: Četiri godišnja doba
- Camille Saint-Saëns: Introduction et Rondo capriccioso op.28

## Vanjske poveznice
- Baza podataka: violina koncert (20. stoljeće)
- Antica Liuteria Cremonese  Arhivirana inačica izvorne stranice od 14. listopada 2015. (Wayback Machine)